# 망마경기장
망마경기장(望馬競技場, Mangma Stadium)은 대한민국 전라남도 여수시에 있는 스포츠 시설이다. 천연잔디 필드와 우레탄 트랙이 갖춰진 경기장이며, 1997년 2월에 준공되었다. 주경기장, 보조경기장, 국궁장, 수영장, 테니스장, 게이트볼장 등이 갖춰져 있다. 주경기장은 천연잔디 필드와 우레탄 트랙이 갖춰져 있는 다목적 경기장이다. 1997년 2월 4일 완공 당시의 이름은 '여천경기장'이었지만, 1998년에 여천군이 여수시에 통합되자 '망마경기장'으로 명칭이 변경되었다.

## 참고 문헌
- “망마경기장”. 여수시청.
- 〈망마경기장〉. 《한국향토문화전자대전》. 한국학중앙연구원. 2021년 1월 10일에 원본 문서에서 보존된 문서. 2019년 8월 21일에 확인함.
- 〈망마경기장〉. 《두피디아》. 두산.
- 《전국 공공체육 시설 현황 (2017년말 기준)》. 대한민국 문화체육관광부. 2019.
- 《2019년 전국 공공체육시설 현황 (2018년말 기준)》. 대한민국 문화체육관광부. 2020.
- 《2023 전국 공공체육시설 현황 (2022년 12월말 기준)》. 대한민국 문화체육관광부. 2024.

## 같이 보기
- 망마경기장 보조경기장